# 113Y busz (Pécs)
A pécsi 113Y jelzésű autóbusz Hird és a Belváros között közlekedik közvetlen csatlakozást biztosítva a várossal. Csak hétköznap reggelente indul két járat. 29 perc alatt ér be a Zsolnay-szoborhoz vezető 12,6 km-es úton.

## Története
2003. január 1-jén indult az első 113Y járat a 114-es járat sikerére való tekintettel, azonos szisztéma alapján: a járat a 113-as járat útvonalán és megállóit érintve közlekedik Hird és Budai állomás között, majd a Zsolnay-szoborig jár, ám csak a fontosabb megállókban áll meg. Korábban soha nem volt közvetlen járat Hird és a Belváros között.

## Útvonala
| Hird, Harangláb utca – Budai állomás – Zsolnay-szobor:                                                                                  |
| --- |
| - Harangláb utca - Zengő utca - Szövőgyár utca - Hirdi út - 6-os főút - Pécsváradi út - Zsolnay Vilmos út - Rákóczi út - Zsolnay-szobor |

## Megállóhelyei
| sz. | megállóhely neve       | menetidő (perc) | átszállási kapcsolatok                                                                             | intézmények                                                                                  |
| --- | ---------------------- | --------------- | -------------------------------------------------------------------------------------------------- | -------------------------------------------------------------------------------------------- |
| 0   | Hird, Harangláb utca   | 0               | 13, 113                                                                                            |                                                                                              |
| 1   | Hadik András utca      | 1               | 13, 113                                                                                            |                                                                                              |
| 2   | Zengő utca             | 3               | 13, 113                                                                                            |                                                                                              |
| 3   | Hird, Kenderfonó       | 4               | 13, 13A, 113                                                                                       |                                                                                              |
| 4   | Hird, Újtelep          | 5               | 13, 13A, 113                                                                                       |                                                                                              |
| 5   | Vasasi elágazás        | 8               | 113                                                                                                |                                                                                              |
| 6   | Somogy-vasasi elágazás | 10              | 13, 13A, 14, 15, 113, 114, 115                                                                     |                                                                                              |
| 7   | Eperfás út             | 15              | 13, 13A, 14, 15, 113, 114, 115                                                                     | BIOKOM telephely                                                                             |
| 8   | Budai Állomás          | 17              | 2, 2A, 11, 12, 13, 13A, 14, 15, 16, 21, 31, 31A, 43, 60, 113, 114, 115                             | Autóbusz-állomás                                                                             |
| 9   | Gyárvárosi iskola      | 19              | 2, 2A, 21, 31, 31A, 43, 60, 114, 115                                                               | Gyárvárosi templom, Szieberth Róbert Általános Iskola és Alapfokú Művészetoktatási Intézmény |
| 10  | 48-as tér              | 23              | 2, 2A, 20, 20A, 21, 31, 31A, 43, 60, 114, 115                                                      | Egyetemi kollégium, Egyesített Egészségügyi Intézmény kirendeltsége, EKF kulturális negyed   |
| 11  | Árkád                  | 26              | 2, 2A, 3, 4, 6, 7, 71, 72, 20, 20A, 27, 31, 31A, 38, 38A, 39, 40, 43, 114, 115, 161, 162           | Árkád, Konzum áruház, Anyakönyvi Önkormányzat, APEH, Skála                                   |
| 12  | Zsolnay-szobor         | 29              | 2, 2A, 3, 4, 6, 7, 71, 72, 20, 20A, 27, 31, 31A, 34, 35, 35A 36, 37, 38, 38A, 39, 40, 43, 161, 162 | Postapalota, OTP, ÁNTSZ, Megyei Bíróság, Zsolnay-szobor                                      |